# Eduardo Sasha
Eduardo Colcenti Antunes (Porto Alegre, 24 de fevereiro de 1992), mais conhecido como Eduardo Sasha, é um futebolista brasileiro que atua como atacante. Atualmente joga pelo Red Bull Bragantino.

## Carreira

### Internacional
Chegou às categorias de base do Internacional em 2001, aos 9 anos, dividindo-se ainda entre o futebol de campo e o de salão. Logo em seu primeiro amistoso, teve grande atuação e marcou cinco gols. Eduardo Sasha teve sua primeira chance no time principal do Inter em 2010, aos 18 anos, entrando durante um empate contra o Goiás. No mesmo ano ainda, esteve presente na lista dos 30 inscritos que disputaram o Mundial de Clubes da FIFA. Antes, o jogador havia sido destaque da campanha do time na Copa Sub-23.

### Goiás
Com poucas chances no grupo principal do Inter, Sasha foi emprestado ao Goiás em maio de 2012. Sob o comando de Enderson Moreira, o atacante destacou-se no time esmeraldino na campanha que resultou no título da Série B. Em 2013, renovou o empréstimo e continuou com boas atuações no Campeonato Brasileiro.

### Retorno ao Internacional

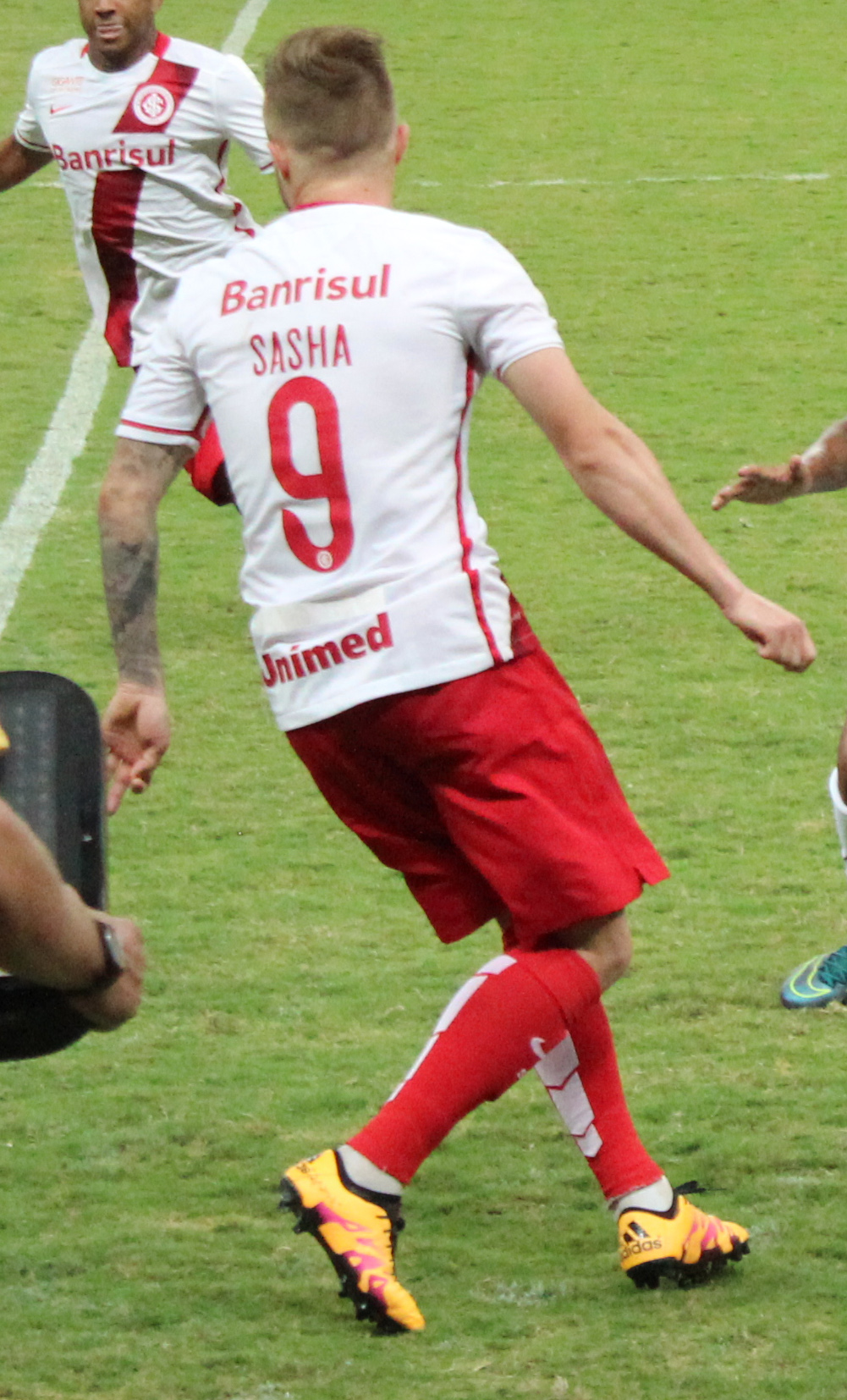
Eduardo Sasha atuando pelo Inter em 2016

No início de 2014, voltou ao Inter e começou como opção no elenco para o ataque, tendo feito algumas boas partidas pelo Campeonato Gaúcho. Apenas no segundo semestre que ganhou mais sequência, virando titular do time de Abel Braga e marcando gols. Uma lesão no pé, porém, o afastou dos gramados até 2015.
No ano 2016, Sasha teve um bom início de temporada. Despontou bem na Flórida Cup, com um gol em cada jogo. Na primeira partida do torneio, contra o Bayer Leverkusen, o jogador  aproveitou bola espirrada pela defesa e mandou uma bomba de primeira, sem chances para o goleiro Leno.  Contra o Fluminense, Vitinho ganhou da marcação e tocou para Eduardo Sasha. O camisa 9 avançou e bateu de canhota no contrapé do goleiro Diego Cavalieri. Sasha foi um dos goleadores da competição.
Em fevereiro, Sasha colocou uma meta mínima de 20 gols para a temporada de 2016.
"Todo jogador precisa colocar uma meta para alcançar. Eu tenho uma. Quero fazer, durante todo o ano, no mínimo, 20 gols."
Na partida do hexacampeonato estadual contra o Juventude, logo aos 14 minutos do primeiro tempo, o Inter abriu o placar. William cobrou falta na cabeça do atacante que cabeceou sozinho no canto esquerdo. Na comemoração, ergueu a bandeirinha de escanteio para o alto e segurou-a como se fosse seu par em um baile. Em alguns movimentos, ensaiou a “valsa dos 15 anos”, referência ao então jejum de títulos nacionais ou internacionais do rival Grêmio (que após 2001 havia conquistado, além do nível estadual, apenas a Série B de 2005).

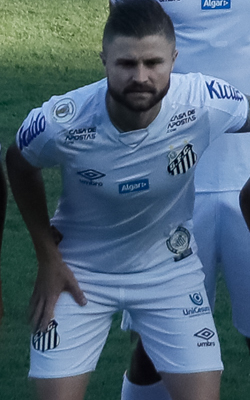
Sasha pelo Santos em 2019

Em partida válida pela segunda rodada do Brasileirão, contra o São Paulo, Sasha assegurou o triunfo por 2 a 1. Aos 36 minutos, Vitinho recuperou a bola e foi para cima da zaga. Ele deu um toque para Sasha e o atacante deu um leve toque na bola, que encobriu Dênis e parou no fundo das redes. Aos 43 minutos do segundo tempo,  William arrancou de trás, em contra-ataque, e só parou na área, ao passar para Sasha bater sem chances para Denis.
Em partida contra o Oeste, na Série B, Sasha foi autor de um dos gols, o que fez com que o atacante se tornasse o artilheiro do Beira-Rio desde sua reinauguração em 2014, chegando a 21 gols.

### Santos
Em 9 de janeiro de 2018, assinou por empréstimo de uma temporada com o Santos. Em 19 de abril de 2018, após boas atuações, assinou de forma definitiva com contrato válido até 2022, em acordo que envolveu a ida de Zeca para o Internacional.
Sasha ficou em terceiro lugar na artilharia do Campeonato Brasileiro de 2019, ao lado de Gilberto, com 14 gols marcados.

### Atlético Mineiro
Em dia 20 de julho de 2020, Sasha acionou a Justiça do Trabalho alegando falta de pagamentos por parte do Santos e requerindo a rescisão de seu contrato com o clube, que foi concedida por liminar onze dias depois. No dia 1 de agosto, porém, o juiz que havia concedido a liminar revogou a própria decisão após ter sido feito público o fato do mesmo ser adepto do Atlético Mineiro, um dos clubes apontados pela imprensa como interessados em contratar Sasha, declarando-se "suspeito por motivo de foro íntimo" e citando "para que se preserve a legitimidade das decisões judiciais, bem como para que não paire dúvidas quanto à lisura do processo".
No dia 17 de agosto de 2020, Santos e Atlético Mineiro chegaram a um acordo pela transferência de Sasha, avaliada em 1,5 milhão de euros.

### Red Bull Bragantino
Em março de 2023, Eduardo Sasha foi vendido pelo Atlético para o Red Bull Bragantino. O jogador estava na reserva do time de Eduardo Coudet e sem oportunidades no alvinegro mineiro. O clube do interior paulista concordou em pagar cerca de R$ 10 milhões pelo passe do atacante de 31 anos.
No dia 4 de janeiro, o clube anunciou a renovação de contrato com o atacante Eduardo Sasha. O vínculo do jogador, que era válido até o fim de 2025, foi prorrogado por mais um ano.

## Estatísticas
Atualizadas até 7 de fevereiro 2024
| Clube               | Temporada         | Liga  | Liga | Estadual | Estadual | Copa  | Copa | Continental | Continental | Outros | Outros | Total | Total |
| Clube               | Temporada         | Jogos | Gols | Jogos    | Gols     | Jogos | Gols | Jogos       | Gols        | Jogos  | Gols   | Jogos | Gols  |
| ------------------- | ----------------- | ----- | ---- | -------- | -------- | ----- | ---- | ----------- | ----------- | ------ | ------ | ----- | ----- |
| Internacional       | 2010              | 2     | 0    | —        | —        | —     | —    | —           | —           | 0      | 0      | 2     | 0     |
| Internacional       | 2011              | 0     | 0    | 1        | 0        | —     | —    | —           | —           | —      | —      | 1     | 0     |
| Internacional       | 2012              | 0     | 0    | 2        | 0        | —     | —    | —           | —           | —      | —      | 2     | 0     |
| Internacional       | 2014              | 12    | 4    | 7        | 2        | 2     | 0    | 1           | 0           | —      | —      | 22    | 6     |
| Internacional       | 2015              | 14    | 2    | 10       | 3        | 2     | 1    | 12          | 2           | —      | —      | 38    | 8     |
| Internacional       | 2016              | 31    | 5    | 16       | 6        | 5     | 1    | —           | —           | 4      | 1      | 56    | 13    |
| Internacional       | 2017              | 26    | 3    | 0        | 0        | 1     | 0    | —           | —           | 1      | 0      | 28    | 3     |
| Internacional       | Total             | 85    | 14   | 36       | 11       | 10    | 2    | 13          | 2           | 5      | 1      | 149   | 30    |
| Goiás               | 2012              | 7     | 0    | —        | —        | 1     | 0    | —           | —           | —      | —      | 8     | 0     |
| Goiás               | 2013              | 16    | 4    | 21       | 3        | 8     | 3    | —           | —           | —      | —      | 45    | 10    |
| Goiás               | Total             | 23    | 4    | 21       | 3        | 9     | 3    | —           | —           | —      | —      | 53    | 10    |
| Santos              | 2018              | 25    | 1    | 14       | 4        | 2     | 0    | 5           | 2           | —      | —      | 46    | 7     |
| Santos              | 2019              | 37    | 14   | 5        | 0        | 7     | 0    | 0           | 0           | —      | —      | 49    | 14    |
| Santos              | 2020              | 0     | 0    | 8        | 2        | 0     | 0    | 2           | 0           | —      | —      | 10    | 2     |
| Santos              | Total             | 62    | 15   | 27       | 6        | 9     | 0    | 7           | 2           | —      | —      | 105   | 23    |
| Atlético Mineiro    | 2020              | 34    | 9    | 2        | 1        | —     | —    | —           | —           |        |        | 36    | 10    |
| Atlético Mineiro    | 2021              | 23    | 2    | 11       | 1        | 9     | 0    | 7           | 0           | —      | —      | 50    | 3     |
| Atlético Mineiro    | 2022              | 17    | 3    | 12       | 5        | 2     | 3    | 6           | 1           | 0      | 0      | 37    | 12    |
| Atlético Mineiro    | Total             | 74    | 14   | 25       | 7        | 11    | 3    | 13          | 1           | 0      | 0      | 123   | 25    |
| Red Bull Bragantino | 2023              | 33    | 11   | —        | —        | —     | —    | 8           | 5           | —      | —      | 42    | 16    |
| Red Bull Bragantino | 2024              | 28    | 8    | 11       | 6        | 1     | 0    | 11          | 1           | —      | —      | 51    | 15    |
| Red Bull Bragantino | Total             | 61    | 19   | 11       | 6        | 1     | 0    | 19          | 6           | —      | —      | 93    | 31    |
| Total na carreira   | Total na carreira | 313   | 71   | 126      | 36       | 40    | 8    | 50          | 10          | 5      | 1      | 534   | 127   |

1. ↑  Jogo(s) de Copa Sul-Americana
2. 1 2 3 4 5  Jogo(s) de Copa Libertadores
3. 1 2  Jogo(s) de Primeira Liga

## Títulos
Internacional
- Copa Sub-23: 2010
- Campeonato Gaúcho: 2011, 2014, 2015 e 2016
- Recopa Gaúcha: 2016 e 2017

Goiás
- Campeonato Brasileiro da Série B: 2012
- Campeonato Goiano: 2013

Atlético Mineiro
- Campeonato Mineiro: 2020, 2021 e 2022
- Campeonato Brasileiro: 2021
- Copa do Brasil: 2021
- Supercopa do Brasil: 2022

### Prêmio individuais
- Seleção do Campeonato Gaúcho da Rádio Gaúcha: 2015
- Craque do Campeonato Gaúcho da Rádio Gaúcha: 2015